# James Harris (worstelaar)
James Harris (Senatobia, 28 mei 1950 – Brooklyn (New York), 9 augustus 2020), beter bekend onder zijn ringnaam Kamala, was een Amerikaans professioneel worstelaar die bekend was in de World Championship Wrestling en World Wrestling Federation / World Wrestling Entertainment.
James Harris overleed in augustus 2020 op 70-jarige leeftijd in New York.

## In het worstelen
- Finishers
  - Air Africa

- Signature moves
  - Backhand chop
  - Headbutt
  - Overhead chop
  - Savate kick

- Worstelaars managed
  - Skandor Akbar
  - Freddie Blassie
  - Kim Chee
  - Eddie Creatchman
  - James J. Dillon
  - Friday
  - Mr. Fuji
  - The Grand Wizard
  - Jimmy Hart
  - King Curtis Iaukea
  - Paul Jones
  - Adnan El Kassey
  - "Mr. Terrific" Tim Lawler
  - The Masked Negotiator
  - Percy Pringle
  - Slick
  - Kevin Sullivan
  - Harvey Wippleman

- Bijnamen
  - "Bad News"
  - "Big"
  - "Giant"
  - "Sugar Bear"
  - "The Ugandan Giant"
  - "The Ugandan Headhunter"
  - "Ugly Bear"

## Prestaties
- Continental Wrestling Association
  - AWA Southern Heavyweight Championship (1 keer)

- Great Lakes Wrestling Association
  - GLWA Heavyweight Championship (1 keer)

- International Wrestling Association
  - IWA United States Heavyweight Championship (1 keer)
  - IWA Tag Team Championship (1 keer met Buddy Wolfe)

- NWA Tri-State
  - NWA United States Tag Team Championship (1 keer met Oki Shikina)

- Southeastern Championship Wrestling
  - NWA Southeastern Heavyweight Championship (1 keer)

- Southeastern Xtreme Wrestling
  - SXW Hardcore Championship (1 keer)

- Texas All-Star Wrestling
  - TAS Six-Man Tag Team Championship (1 keer)

- United States Wrestling Association
  - USWA Unified World Heavyweight Championship (4 keer)